# Teste de Dickey-Fuller aumentado
Em estatística e econometria, o Teste de Dickey-Fuller aumentado ou Teste ADF (do acrônimo em inglês Augmented Dickey-Fuller) é um teste de raiz unitária em séries temporais. Ele é uma versão aumentada  do Teste de Dickey-Fuller, é aplicado a modelos mais complicados de séries temporais.
A estatística ADF, usada no teste, é um número negativo, e quanto mais negativo, mais indicativo o teste se torna de rejeitar a hipótese nula de que existe raiz unitária na série.
O nome do teste faz referência aos estatísticos D. A. Dickey e W. A. Fuller.